# Finał Pucharu Polski w piłce nożnej 1962
Finał Pucharu Polski w piłce nożnej 1962 – mecz piłkarski kończący rozgrywki Pucharu Polski 1961/1962, mający na celu wyłonienie ich triumfatora, rozegrany 22 lipca 1962 na Stadionie Śląskim w Chorzowie pomiędzy Zagłębiem Sosnowiec i Górnikiem Zabrze. Trofeum po raz 1. wywalczyło Zagłębie Sosnowiec, uzyskując tym samym prawo gry w Pucharze Zdobywców Pucharów 1962/1963.

## Droga do finału
| Zagłębie Sosnowiec | Zagłębie Sosnowiec   | Zagłębie Sosnowiec | Runda       | Górnik Zabrze | Górnik Zabrze    | Górnik Zabrze |
| Data               | Przeciwnik           | Wynik              | Runda       | Data          | Przeciwnik       | Wynik         |
| ------------------ | -------------------- | ------------------ | ----------- | ------------- | ---------------- | ------------- |
| 04.03.1962         | Wyzwolenie Chorzów   | 2:0                | 1/16 finału | 04.03.1962    | Wawel Kraków     | 2:1           |
| 08.04.1962         | Śląsk Świętochłowice | 4:2                | 1/8 finału  | 07.04.1962    | Gwardia Warszawa | 3:0           |
| 08.07.1962         | ŁKS Łódź             | 6:1                | Ćwierćfinał | 08.07.1962    | Ruch Chorzów     | 3:2           |
| 14.07.1962         | Cracovia             | 4:0                | Półfinał    | 15.07.1962    | Odra Opole       | 2:1           |

## Tło
W finale rozgrywek zmierzyli się ze sobą czołowe drużyny I ligi: Zagłębie Sosnowiec i Górnik Zabrze, dla których triumf w rozgrywkach był pierwszą szansą na występ w europejskich pucharach. Nie wskazywano jednoznacznego faworyta, choć w I lidze oba mecze pomiędzy tymi drużynami zakończyły się zwycięstwem Górnika Zabrze (5:2, 2:0).

## Mecz

### Przebieg meczu
Mecz odbył się 22 lipca 1962, w dniu ówczesnego Święta Odrodzenia Polski, o godz. 17:00 na Stadionie Śląskim w Chorzowie. Sędzia głównym spotkania był Antoni Gorączniak.
Niemal od samego początku przewagę w grze miało Zagłębie Sosnowiec, efektem czego był zdobyty celnym strzałem głową w 15. minucie przez Zbigniewa Mygę po dośrodkowaniu Józefa Gałeczki. W 28. minucie drużyna Sosnowiczan mogła podwyższyć wynik na 2:0 po strzale Józefa Gałeczki, jednak piłka została wybita z pustej bramki przez zawodników drużyny przeciwnej, w 30. minucie Ginter Piecyk trafił w poprzeczkę, a w 33. minucie Reinhold Kosider trafił w słupek, natomiast Górnik Zabrze w pierwszej połowie nie miał zbyt wielu okazji do zdobycia gola.
W drugiej połowie do ataku ruszył Górnik Zabrze i już w 47. minucie mógł zdobyć gola na 1:1, jednak Ernest Pol oddał strzał z 2 metrów nad poprzeczką. W 54. minucie zawodnik drużyny Sosnowiczan Zbigniew Myga nie wykorzystał dobrej okazji do podwyższenia wyniku na 2:0, jednak w 55. minucie w zamieszaniu pod bramką Górnika Zabrze sprytem wykazał się Ginter Piecyk, który zdobył gola 2:0. Mimo tego Górnik Zabrze dalej atakował, efektem czego był gol na 2:1, zdobyty w 75. minucie przez Ernesta Pola po pięknym strzale z półobrotu. Górnik Zabrze ruszył do ataku w nadziei, że podobnie jak w poprzednich meczach pucharowych z Ruchem Chorzów i Odrą Opole uda im się odrobić stratę, jednak wynik meczu nie uległ zmianie.

### Szczegóły meczu
| 22 lipca 1962 17:00 | Zagłębie Sosnowiec · Myga 15' · Piecyk 55' | 2:11:0Raport | Górnik Zabrze · 75' Pol | Stadion Śląski, Chorzów Widzów: 25 000 Sędzia: Antoni Gorączniak (Poznań) |
|                     |                                            |              |                         |                                                                           |

| ZAGŁĘBIE SOSNOWIEC |  |                     |
|                    |  |                     |
| BR                 |  | Józef Machnik       |
| OB                 |  | Franciszek Skiba    |
| OB                 |  | Roman Bazan         |
| OB                 |  | Włodzimierz Śpiewak |
| OB                 |  | Alojzy Fulczyk      |
| PO                 |  | Witold Majewski     |
| PO                 |  | Józef Gałeczka      |
| PO                 |  | Czesław Uznański    |
| NA                 |  | Reinhold Kosider    |
| NA                 |  | Zbigniew Myga       |
| NA                 |  | Ginter Piecyk       |
| Trener:            |  |                     |
| Teodor Wieczorek   |  |                     |

| GÓRNIK ZABRZE  |  |                     |  |     |
|                |  |                     |  |     |
| BR             |  | Hubert Kostka       |  |     |
| OB             |  | Antoni Franosz      |  |     |
| OB             |  | Stanisław Oślizło   |  |     |
| OB             |  | Stefan Florenski    |  |     |
| OB             |  | Joachim Czok        |  |     |
| PO             |  | Jan Gerard Kowalski |  |     |
| PO             |  | Jerzy Musiałek      |  |     |
| PO             |  | Zygfryd Szołtysik   |  |     |
| NA             |  | Erwin Wilczek       |  | 46' |
| NA             |  | Ernest Pol          |  |     |
| NA             |  | Roman Lentner       |  |     |
| Rezerwowi:     |  |                     |  |     |
| PO             |  | Edward Jankowski    |  | 46' |
| Trener:        |  |                     |  |     |
| Feliks Karolek |  |                     |  |     |

| Puchar Polski w piłce nożnej 1961/1962 Zwycięzcy |
| ------------------------------------------------ |
| Zagłębie Sosnowiec 1. Tytuł                      |

## Po meczu
Triumfatorem rozgrywek zostało Zagłębie Sosnowiec, a trofeum w geście wzniósł kapitan drużyny Sosnowiczan, Czesław Uznański. Drużyna w ramach nagrody wyjechał na dwutygodniowe zgrupowanie przygotowawcze do sezonu 1962/1963 do Bułgarii, na Słonecznym Brzegu.